# Studnice (Nové Město na Moravě)
Studnice (deutsch Studnitz) ist ein Ortsteil der Stadt Nové Město na Moravě in Tschechien. Er liegt fünf Kilometer nördlich von Nové Město na Moravě und gehört zum Okres Žďár nad Sázavou.

## Geographie
Studnice befindet sich im Süden der Saarer Berge auf einem Sattel über dem Quellgebiet des Baches Bezděčka. Das Dorf ist einer der höchstgelegenen Orte der Saarer Berge. Östlich entspringt der Chobotský potok. Im Norden erhebt sich der Kopeček (822 m), im Südosten die Pohledecká skála (812 m), südlich der Pohledecký kopec (749 m), im Westen der Kříby (785 m) und nordwestlich die Pasecká skála (Hoher Fels, 819 m).
Nachbarorte sind Studnické Paseky und Kadov im Norden, Kuklík, Chobotský Dvůr und Chobot im Nordosten, Odranec, Hliníky und Koníkov im Osten, Zubří im Südosten, Pohledec und Maršovice im Süden, Zahradníkův Kout im Südwesten, Rokytno und U Hájenky im Westen sowie Medlov, Podmedlovský Mlýn und Kadůvek im Nordwesten.

## Geschichte
Der Ort entstand im Zuge der Kolonisationstätigkeit der Herren von Medlov und gehörte zur Burg Lapis. Als 1348 Imram de Lapide die Burg an die Herren von Boskowitz verkaufte, wurde in der Landtafel auch ein Dorf Čtyři Studně genannt, bei dem es sich wahrscheinlich um das heutige Studnice handelte. Die Boskowitzer schlugen die erworbenen Güter der Burg Pysselecz zu, als deren Zubehör Studnice 1384 erwähnt wurde. 1446 erwarb Johann von Pernstein die Herrschaft Pysselecz. Nachfolgend gehörte Studnice zur Herrschaft Pernstein und kam nach deren Teilung im Jahre 1500 zum Neustadtl-Ingrowitzer Anteil. Ab 1564 war das Dorf Teil der Herrschaft Neustadtl. Franz Maximilian Kratzer von Schönsberg ließ in der Mitte des 17. Jahrhunderts bei Studnice ein Eisenbergwerk anlegen. Ausgeschmolzen wurde das Eisen im Hochofen von Kadau. Im 18. Jahrhundert begann der Abbau von Kalkstein, der als Zuschlagstoff beim Hochofenschmelzprozess Verwendung fand. 1729 entstand nördlich von Studnice die Ansiedlung Studnické Paseky. Das älteste Ortssiegel stammt von 1764 und stellt einen Brunnen mit Haspel und Schöpfe dar. 1818 bestand die Eisenzeche Michal. Weiterhin bestand in Studnice eine Kalkbrennerei, die bis in die 1930er Jahre produzierte.
Nach der Aufhebung der Patrimonialherrschaften bildete Studnice ab 1850 einen Ortsteil der Gemeinde Rokytno im politischen Bezirk Neustadtl. 1867 entstand die Gemeinde Studnice. 1878 wurden im kristallinen Kalksteinlager Klüfte von 50 m Länge und eine 2 × 10 m große Höhle mit einigen Tropfsteinen aufgefunden.
Während der deutschen Besatzung war Studnice ein Zentrum des Widerstandes gegen den Nationalsozialismus. Die in der Gegend operierenden Widerstandsgruppen R 3, Calcium, Tungsten, Platinum-Pewter und Bauxite wurden durch Cyril Musil, der als Skilangläufer an den Olympischen Winterspielen 1936 teilgenommen hatte, vielseitig unterstützt.
1949 wurde die Gemeinde dem Okres Žďár nad Sázavou zugeordnet. 1960 verlor Studnice seine Eigenständigkeit und wurde ein Ortsteil von Rokytno. Seit 1980 ist Studnice nach Nové Město na Moravě eingemeindet. Heute ist Studnice ein Erholungsort und im Winter ein beliebtes Skilanglaufgebiet. 1991 hatte der Ort 33 Einwohner. Im Jahre 2001 bestand das Dorf aus 21 Wohnhäusern, in denen 26 Menschen lebten.
Jan Kárníks Roman Soumrak rodu Jamborova handelt im Gutshof Studnice.

## Ortsgliederung
Zu Studnice gehört die Ansiedlung Studnické Paseky (Passek).

## Sehenswürdigkeiten
- Kapelle
- Chaluppen in Volksbauweise

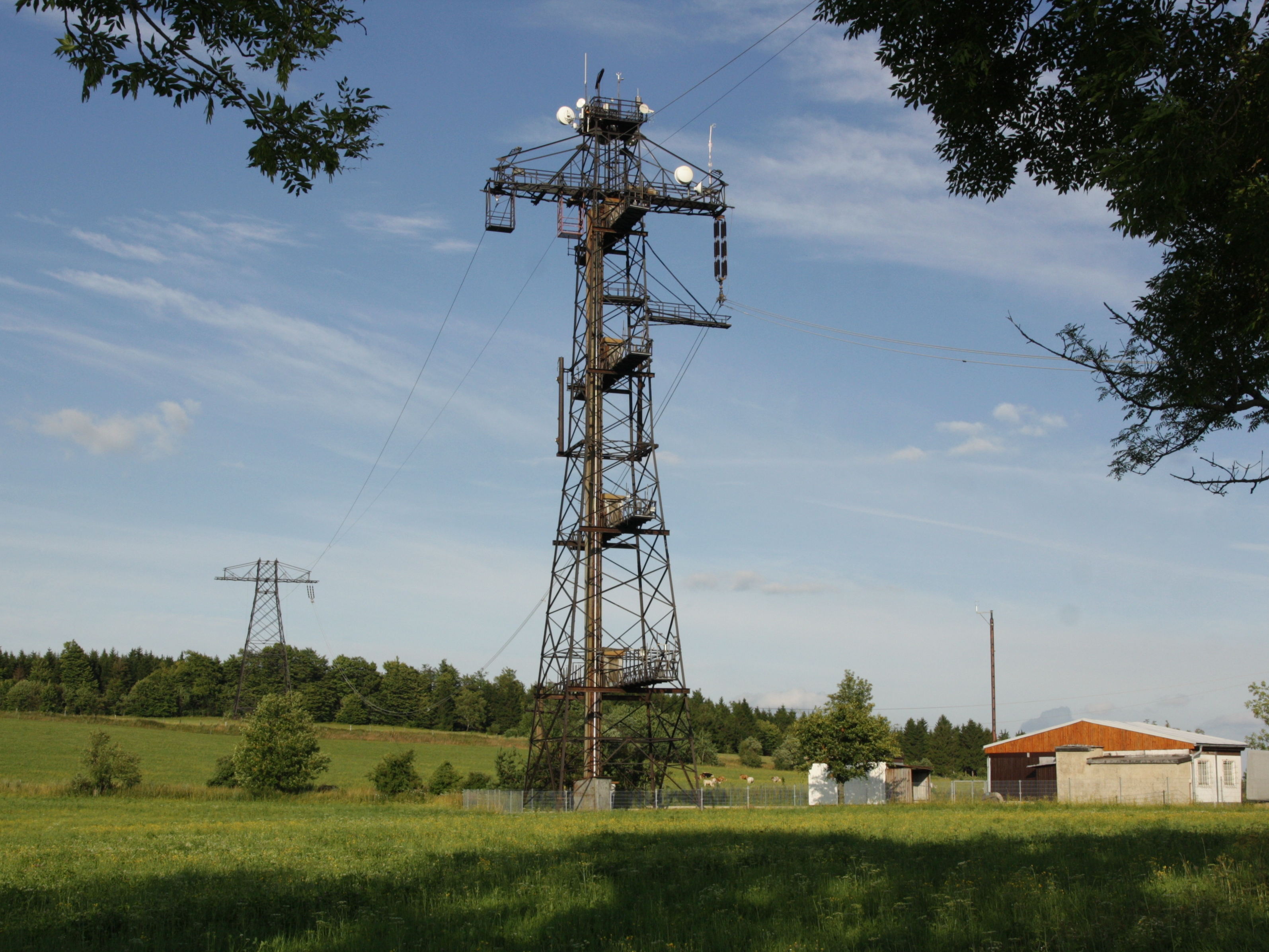
Testanlage von EGÚ Brno

- Naturdenkmal Pasecká skála mit den 24 m hohen Felsgebilden Pecen, Pernštejn und Vyhlídka.
- Geschützte Linde westlich des Dorfes
- Nordwestlich des Ortes befindet sich am Kopeček bei 49° 36′ 31,4″ N, 16° 5′ 2,5″ O eine Testanlage von EGÚ Brno zur Untersuchung der Vereisung von Hochspannungsmasten. Sie besteht aus drei Masten, von denen der mittlere reichhaltig mit Antennen bestückt ist.
- Tal Kaňásky, südlich von Studnice

## Söhne und Töchter des Ortes
- Jan Evangelista Nečas (1849–1919), Dichter und Übersetzer
- Cyril Musil (1907–1977), Skilangläufer, Olympiateilnehmer und Widerstandskämpfer gegen den Nationalsozialismus und Kommunismus